# Transthéisme

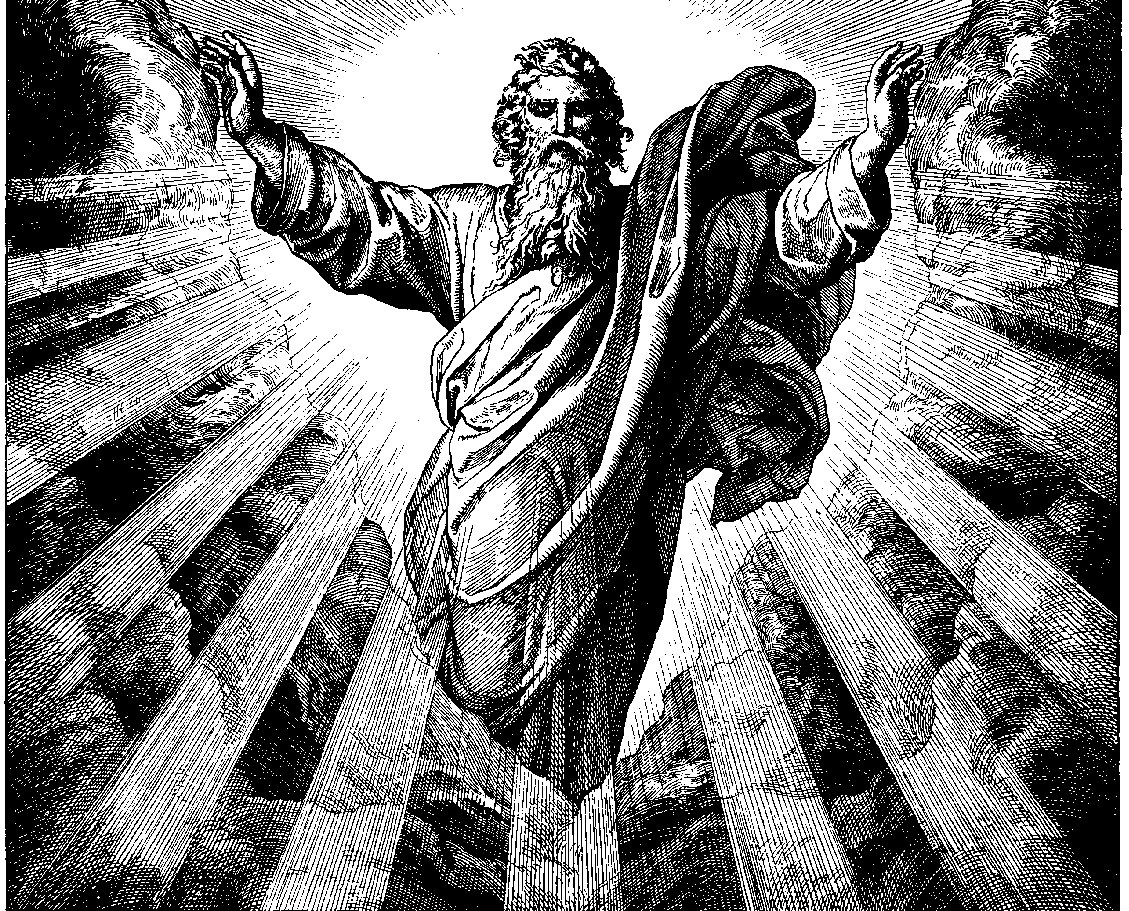
Le refus de cet être suprême (Gravure sur bois pour « La Bible en images »).

Le transthéisme est un terme occidental élaboré par deux philosophes, Paul Tillich et Heinrich Zimmer. Ils ont conçu cette idéologie dans les années 1950 à partir du jaïnisme et de sa notion de non-dieu, c'est-à-dire d'êtres humains et d'Êtres éveillés sans Être suprême supérieur aux jivas (les vies existantes), sans créateur universel. Il s'agit d'un concept qui se situe au-delà de l'athéisme et du théisme, d'un scepticisme affirmatif au-delà des idéologies.
Cette attitude philosophique est illustrée par ce verset du célèbre Bhaktâmar Stotra, en hommage au premier Tirthankara Adinath, chant dévotionnel composé par l’Acharya Shri Mânatunga (alors enfermé dans un cachot par un roi pervers curieux de savoir si par la foi en Adinâth on pouvait se libérer) :

« Jina ! Les sages ont fait l’éloge de votre omniscience, vous êtes ainsi Bouddha. Vous êtes aussi le plus grand bienfaiteur de tous les êtres vivants dans l’univers, vous êtes ainsi Shiva. Vous êtes également l’auteur du code de conduite (foi juste, connaissance juste et conduite juste) qui mène à la libération (moksha), vous êtes ainsi Brahmā. Enfin vous êtes présent dans les pensées de tous les dévots car vous avez la splendeur de l’Absolu, vous êtes ainsi Vishnou. Vous êtes de ce fait le plus grand de tous. »

— Bhaktâmar Stotra, Acharya Shri Mânatunga .